# Red Land (Rosso Istria)
Red Land (Rosso Istria) è un film del 2018 diretto, sceneggiato e prodotto da Maximiliano Hernando Bruno. L'opera, distribuita in Italia il 15 novembre 2018, si concentra sulla seconda guerra mondiale in Istria dopo l'8 settembre 1943 (subito dopo la firma da parte dell'Italia dell'armistizio separato con gli angloamericani) e sulla vita della giovane studentessa istriana Norma Cossetto, uccisa dai partigiani jugoslavi nell'ottobre 1943, all'età di 23 anni.

## Trama
Il 25 luglio 1943 Benito Mussolini viene arrestato e l'8 settembre si annuncia l'armistizio di Cassibile, firmato il 3 settembre, che condurrà al caos. Il Regio Esercito non sa più chi è il nemico e chi l’alleato e ciò porta i soldati ad essere abbandonati a se stessi nei vari teatri di guerra. Le popolazioni civili Istriane, Fiumane, Giuliane e Dalmate si trovano ad affrontare un difficile rapporto con i partigiani jugoslavi (guidati da Josip Broz Tito), che avanzano in quelle terre combattendo contro i nazifascisti.
In questo drammatico contesto storico avrà risalto la figura di Norma Cossetto, giovane studentessa istriana, laureanda all’Università di Padova, arrestata e uccisa dopo aver subito violenze da parte dei partigiani a causa del padre, che era un dirigente locale del partito fascista. A Norma Cossetto nel 2005 venne conferita la medaglia d'oro al valor civile dal Presidente della Repubblica Carlo Azeglio Ciampi.

## Produzione
La sceneggiatura di Maximiliano Hernando Bruno si basa su un "diario" del cugino di Norma Cossetto, Giuseppe (1920-2017) scritto su pressione di sua figlia l'anno prima di morire quando aveva 96 anni.
Nel 2015 è stato annunciato il film che prevedeva inizialmente Antonello Belluco come regista (in seguito produttore) nel novembre 2015 sono cominciate le riprese a Trieste, poi ad inizio aprile del 2016 sono cominciate le riprese a Padova. Le riprese sono concluse in Veneto a inizio settembre 2017, anche all'interno del Castello Papadopoli Giol a San Polo di Piave (Treviso).
Il film è stato parzialmente finanziato dalla Regione Lazio.

## Distribuzione
Il 7 settembre 2018 si è tenuta la conferenza stampa e la proiezione riservata del film durante la 75ª Mostra internazionale d'arte cinematografica di Venezia.
Il 6 novembre 2018 il film è stato presentato nella sala Caduti di Nassiriya del Senato. Lo stesso giorno ha avuto la prima proiezione ufficiale a Roma e il 15 novembre in alcune sale d'Italia.
Il 14 gennaio 2019 l'Unione Italiana acquista i diritti per la distribuzione nello stesso anno in Slovenia e Croazia, la prima proiezione è stata il 22 e il 23 febbraio al Cinema Oden di Isola d'Istria nell'Istria slovena.
In occasione del Giorno del ricordo l'8 febbraio 2019 il film è stato trasmesso su Rai Tre ed è stato visto da 871 000 spettatori pari al 3,7% di share.

## Accoglienza

### Incassi
Il film ha incassato, in Italia, 56,6 mila euro nel primo fine settimana di proiezioni e complessivamente (su quattordici settimane di distribuzione) 183.000 euro.

### Critica
Mymovies ha dato al film 3 stelle e mezzo su 5 scrivendo che: «Maximiliano Hernando Bruno è riuscito a trovare in buona misura la chiave giusta per raccontare quei giorni e quelle vicende, cioè per adempiere ad uno dei molteplici compiti del cinema: fare memoria. Diciamo in buona misura perché qualche accentuazione melodrammatica non manca (il capobanda titino è il Male assoluto così come al comunista italiano vengono offerti i tratti del traditore della propria gente, anche per risentimento amoroso, con possibilità di riscatto finale come nell'opera lirica). Nel complesso però la sceneggiatura sa mostrare con equilibrio sia la sensazione di smarrimento conseguente all'8 settembre, sia ciò che anima nell'intimo le varie parti in causa. Il generale Esposito espone tutte le perplessità dell'Esercito dinanzi a una guerra sbagliata voluta dal fascismo così come non viene taciuta l'italianizzazione forzata dell'area condotta negli anni dal regime.»
In Croazia il film è stato recepito positivamente dal quotidiano istriano La Voce.

## Reazioni
Il partito Fratelli d'Italia ha dato subito il suo sostegno per incrementare le proiezioni e proiettarlo anche nelle scuole. L'ex vicepresidente del Consiglio e Ministro degli Interni della Lega Nord Matteo Salvini ha parlato di boicottaggio nei confronti del film e si è scagliato contro i "politici e gli intellettuali di sinistra che hanno fatto di tutto per nascondere la verità [sulle foibe]" e ha fatto un appello per andare a vedere il film.
Mattia Mor, all'epoca deputato del Partito Democratico, elogiò il film, considerato duro e necessario.
Viceversa la saggista di estrema sinistra  Alessandra Kersevan, più volte criticata per le sue posizioni giudicate da alcuni revisioniste, l'ha definito "un film di pura propaganda fascista", mentre militanti del Partito Comunista di Pordenone hanno distribuito, all'ingresso di un cinema che trasmetteva la pellicola, volantini che ricordavano l'aderenza di Norma Cossetto al fascismo e le rappresaglie che i nazisti fecero in risposta alla sua morte.
Lo storico Eric Gobetti, giudicato da alcune testate filo-titino e da molti criticato per le sue tesi giudicate giustificazioniste, ha duramente criticato il film, scrivendo che esso non è «solo un film inverosimile e brutale: è un vero e proprio prodotto propagandistico». Gobetti compara sfavorevolmente Red Land a Il cuore nel pozzo, del 2005, osservando che in Red Land «alcuni cliché sono estremamente simili a quelli del film precedente: i partigiani comunisti jugoslavi (i "titini") sono bestie assetate di sangue, animate da un sadismo innato: non hanno niente di umano, non c'è alcuna logica nel loro comportamento, solo un istinto primordiale che li porta alla violenza. I pochi italiani che parteggiano per la Resistenza sono rappresentati come ingenui accecati dall'ignoranza, dall'ideologia, dalla stupidità o dal terrore». Tuttavia, continua Gobetti, mentre ne Il cuore nel pozzo «veniva presentato lo scenario della violenza "slavo-comunista" che colpiva, improvvisamente e immotivatamente, un popolo intero, in quanto italiano», in Red Land «la violenza non colpisce gli italiani, ma i fascisti dichiarati. Nel film del 2019, dunque, le vittime, gli eroi, i personaggi coi quali lo spettatore è portato a identificarsi non sono più semplici italiani, come nel 2005: sono fascisti. Secondo Gobetti, Red Land compie «una scelta di campo ideologica molto netta», per la quale «fascismo e comunismo non sono equiparati, perché il secondo è rappresentato come di gran lunga peggiore del primo». In conclusione, Gobetti si chiede come sia possibile che «lo Stato italiano, tramite la sua televisione pubblica, abbia contribuito a produrre questa pellicola».
In occasione del Giorno del ricordo 2021, il comune di Merano ha proiettato il film sul suo sito.